# لا إرويلا
بلدية لا إرويلا (بالإسبانية: La Iruela) هي بلدية تقع في مقاطعة خاين التابعة لمنطقة أندلوسيا جنوب إسبانيا.

## الديموغرافيا
بلغ عدد سكان بلدية لا إرويلا 2.055 نسمة عام 2011 (وفقاً للمعهد الوطني للإحصاء الإسباني).
| 2.106 | 1.988 | 1.844 | 1.894 | 1.982 | 1.985 | 2.055 |